# Hagiosynodos
Hagiosynodos is een geslacht van mosdiertjes uit de familie van de Cheiloporinidae. De wetenschappelijke naam van het geslacht is voor het eerst geldig gepubliceerd in 1989 door Bishop & Hayward.

## Soorten
De volgende soorten zijn bij het geslacht ingedeeld:
- Hagiosynodos hadros Hayward & McKinney, 2002
- Hagiosynodos kirchenpaueri (Heller, 1867)
- Hagiosynodos latus (Busk, 1856)
- Hagiosynodos strophiae (Canu & Bassler, 1930)
- Hagiosynodos tregouboffi (Gautier, 1952)